# Ludwig Wilhelm Gilbert

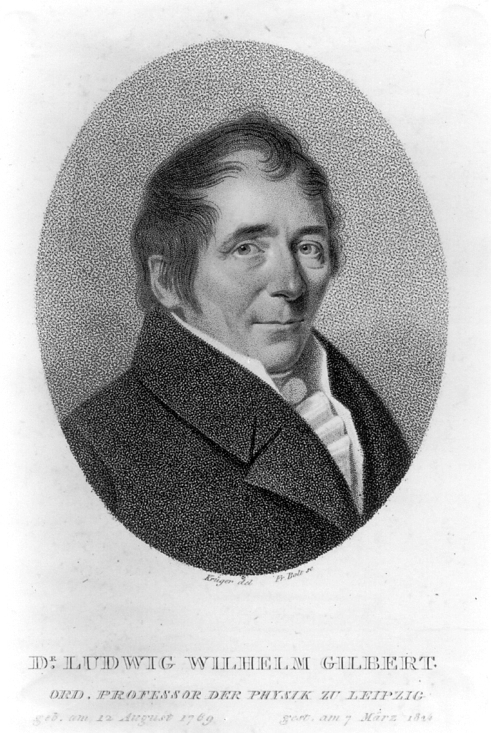
Ludwig Wilhelm Gilbert

Ludwig Wilhelm Gilbert (* 12. August 1769 in Berlin; † 7. März 1824 in Leipzig) war ein deutscher Physiker.

## Leben
Seine Eltern waren der Kammergerichts-Advokat Johann Ludwig Dietrich Gilbert (um 1744–1775) und Dorothea Sophia, geb. Jäner (um 1750–1824). Er hatte noch fünf Geschwister. Sein Großvater väterlicherseits stammte aus einer Hugenottenfamilie, war Postmeister auf Fehrbellin und Erbherr auf Cantow.
Er studierte ab 1786 in Halle, hauptsächlich Mathematik und Geografie, und promovierte 1794 zum Doktor der Philosophie. Er hatte ein Stipendium erhalten und ein Handbuch für Reisende durch Deutschland herausgegeben.
Anschließend war er in Halle Dozent der Mathematik. 1795 wurde er außerordentlicher Professor und Observator an der Sternwarte. Ab 1798 hielt er auch Vorlesungen in Physik und wurde Unterbibliothekar in Halle.
1801 wurde er als Amtsnachfolger von Friedrich Albrecht Carl Gren († 1798) ordentlicher Professor der Physik und Chemie. Die von Gren gegründeten Annalen der Physik führte er nach dessen Tod fort.
1805 wurde er zum korrespondierenden Mitglied der Göttinger Akademie der Wissenschaften gewählt. 1808 verlieh die Universität Greifswald ihm die medizinische Doktorwürde. Im selben Jahr wurde er korrespondierendes Mitglied der Bayerischen Akademie der Wissenschaften. 1811 berief ihn die Universität Leipzig zum Professor der Physik. Seit 1812 war er korrespondierendes Mitglied der Preußischen Akademie der Wissenschaften. 1809 wurde er als korrespondierendes Mitglied in die Russische Akademie der Wissenschaften in Sankt Petersburg und 1816 in die Königlich Niederländische Akademie der Wissenschaften aufgenommen.
Gilbert ist 1797 in die Freimaurerloge Zu den drei Degen in Halle aufgenommen worden.

## Werke
- Handbuch für Reisende durch Deutschland: nebst einer Postkarte
  - Erster Theil welcher das erste Kapitel und als Anfang des Zweyten die Oesterreichischen und Preußischen Besitzungen in Deutschland enthält : Nebst einer Postkarte von Deutschland ; Theil 1, im Schwickertschen Verlage, Leipzig 1791 (Digitalisat in der Deutschen Digitalen Bibliothek)
  - Zweyter Theil, welcher als Fortsetzung des zweyten Kapitels die Pfalz-bayerischen und Kursächsischen Staaten umfaßt, im Schwickertschen Verlage, Leipzig 1792 Digitalisat